# Chasse sanglante
Ne doit pas être confondu avec La Chasse sanglante.
Pour plus de détails, voir Fiche technique et Distribution.
Chasse sanglante (Hunter's Blood) est un film d'horreur américain de Robert C. Hughes, sorti en 1986.

## Synopsis
Cinq garçons urbains viennent passer quelques jours à la campagne pour se détendre, entre parties de chasse, bières et franche camaraderie. Mais rapidement, leur séjour tourne au cauchemar car, de chasseurs, ils deviennent gibiers, poursuivis par d'inquiétants personnages…

## Fiche technique
- Titre original : Hunter's Blood
- Titre français : Chasse sanglante
- Réalisation : Robert C. Hughes
- Scénario : Emmett Alston, d'après le roman de Jere Cunningham
- Direction artistique : Douglas Forsmith
- Décors : Catherine Wilshire
- Costumes : Jacqueline Johnson
- Photographie : Thomas F. Denove
- Montage : Barry Zetlin
- Musique : John D'Andrea
- Production : Myrl A. Schreibman, Judith F. Schuman, George Springmeyer, Alexander Beck
- Sociétés de production : Cineventure Productions London, Hunters Blood Limited
- Pays d'origine : États-Unis
- Langue : anglais
- Genre : horreur, thriller
- Format : Couleur - 35 mm - son stéréo
- Durée : 101 minutes
- Dates de sortie : 
  - Royaume-Uni : 26 septembre 1986
  - États-Unis :  janvier 1987

## Distribution
- Sam Bottoms : David Rand
- Kim Delaney : Melanie
- Clu Gulager : Mason Rand
- Joey Travolta : Marty Adler
- Bruce Glover : One-Eye
- Billy Drago : Snake
- Gene Glazer : Harris
- Billy Bob Thornton : Billy Bob

## Distinctions

### Nominations
- Saturn Awards 1987 : Meilleur acteur dans un second rôle pour Clu Gulager